# 布拉金齊
50°31′36″N 32°57′36″E / 50.52667°N 32.96000°E
布拉金齊（烏克蘭語：Брагинці）是位於烏克蘭北部切爾尼希夫州裏切爾尼希夫區的村莊，始建於1671年，面積1.06平方公里，海拔高度126米，2006年人口289，人口密度每平方公里276.64人。